# 普拉特斯峰
普拉特斯峰（英語：Pratts Peak），是南極洲的山峰，位於科茨地，處於普羅文德山以東11公里，屬於沙克爾頓山脈的一部分，由英聯邦探險隊繪入地圖，現時由南極條約體系管理。